# 1668 au théâtre

## Événements
- Les acteurs français Charles Chevillet dit Champmeslé et son épouse Marie Desmares dite la Champmeslé, jusqu'alors membres d'une « troupe de campagne » (la troupe de François Serdin), intègrent la troupe du Théâtre du Marais à Paris.

## Pièces de théâtre publiées
- John Dryden, Amour d’un soir et Femmes à la mode, comédies
- Traduction russe de l’Amphitryon de Molière, pièce que l’ambassadeur Pyotr Potemkin a rapportée de Paris
- Rosimond, Le Duel fantasque, ou les Valets rivaux, Grenoble, P. Frémond (première pièce de l'auteur).

## Pièces de théâtre représentées
- 13 janvier : Amphitryon, comédie de Molière, Paris, Théâtre du Palais-Royal.
- 6 février : Elle le ferait si elle le pouvait (She Would if She Could), comédie de George Etherege, Londres, théâtre de Dorset Garden.
- 18 juillet : George Dandin ou le Mari confondu, comédie de Molière, château de Versailles, lors du Grand Divertissement royal de Versailles.
- 9 septembre : L'Avare, comédie de Molière, Paris, Théâtre du Palais-Royal.
- 20 novembre : Les Plaideurs, comédie de Jean Racine, Paris, Hôtel de Bourgogne.

## Naissances
- 8 mai : Alain-René Lesage, romancier et auteur dramatique français, mort le 17 novembre 1747.
- 29 octobre : Joseph-François Duché de Vancy, auteur dramatique et librettiste français, mort le 14 décembre 1704.
- 11 décembre : 
  - Marquise-Thérèse de Gorla, dite Mademoiselle Du Parc ou Marquise Du Parc, comédienne française, née en 1633.
  - Apostolo Zeno, dramaturge, critique littéraire, librettiste et poète italien, mort le 11 novembre 1750.

## Décès
- 7 avril : William D'Avenant, poète et dramaturge anglais, né en février 1606.
- Date précise non connue :
  - Willem van der Borcht,  poète de langue néerlandaise des Pays-Bas méridionaux, auteur d'une tragédie, né en 1622.